# Llanbadrig
Llanbadrig är en community i Storbritannien. Den ligger på ön Anglesey i kommunen Isle of Anglesey och riksdelen Wales, i den sydvästra delen av landet, 400 km nordväst om huvudstaden London. 
Orten Llanbadrig är en mindre kyrkby, det största samhället i communityn är Cemaes med 1 187 invånare.